# SMS König Wilhelm (1868)
El SMS König Wilhelm fue una fragata acorazada de la Armada de Prusia y posteriormente de la Kaiserliche Marine.

## Construcción y descripción
El buque fue construido en 1868 por Thames Iron Works en Leamouth, Londres. Inicialmente encargado por la Armada otomana, fue adquirido por Prusia durante su construcción y fue botado el 25 de abril de 1868 bajo su nuevo nombre de König Wilhelm. Desplazaba 9750 t y tenía una eslora máxima de 112 m, 108 m en la línea de flotación, 18,3 m de manga, con un calado de 8,56 m. Estaba aparejado con tres mástiles, con 2600 m² de velamen, y estaba dotado de una máquina de vapor Maudslay horizontal de simple expansión de 1150 CV nominales y 8000 cv indicados, que le proporcionaban una velocidad máxima de 14 nudos. Su armamento consistía en 33 cañones de 72 libras de ánima lisa y avancarga.

## Historial

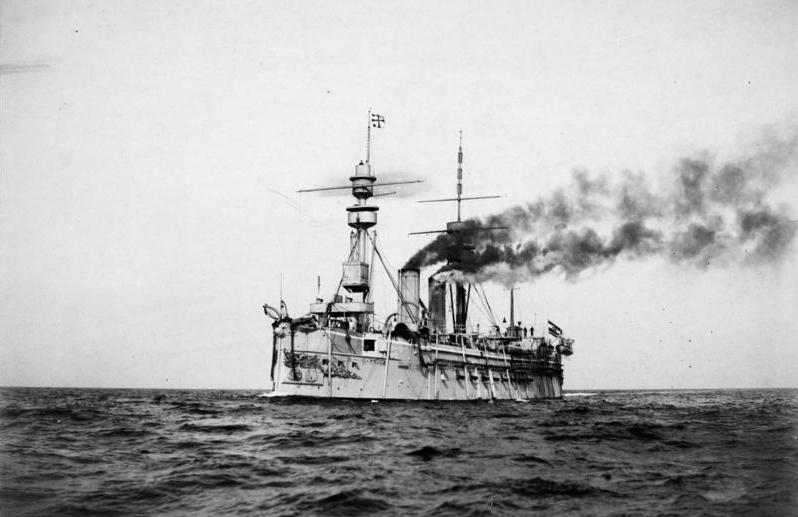
El König Wilhelm tras la reforma de 1895-1896.

Durante la Guerra Franco-prusiana, el König Wilhelm permaneció en puerto. Los ironclads alemanes no fueron utilizados contra el bloqueo impuesto por los buques franceses. En 1878 colisionó con el SMS Großer Kurfürst durante unos ejercicios de la flota en Folkestone, causando el hundimiento de este último y la pérdida de 284 de sus tripulantes.
Tras una gran modernización, que incluía la retirada del aparejo y del espolón de proa llevada a cabo en el astillero Blohm & Voss de Hamburgo en 1897, fue reclasificado como crucero acorazado, aumentando su tripulación hasta los 732 hombres. Su armamento pasó a ser de 22 cañones de retrocarga Krupp de 240 mm, 1 cañón de 150 mm y 18 cañones de tiro rápido de 88 mm. 
Fue dado de baja en 1904, sirviendo desde ese momento como buque cuartel en Kiel y posteriormente como Academia Naval Mürwik de Flensburgo-Mürwik. Fue desguazado en 1921.

## Véase también

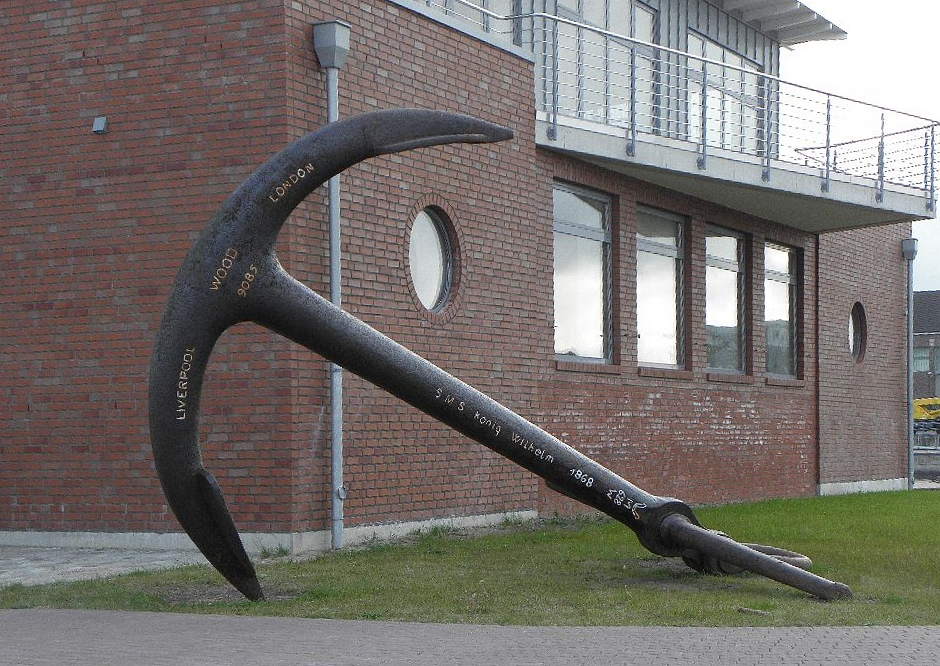
Ancla del König Wilhelm expuesta en Cuxhaven, Alemania.